# 23674 Juliebaker
23674 Juliebaker è un asteroide della fascia principale. Scoperto nel 1997, presenta un'orbita caratterizzata da un semiasse maggiore pari a 2,6070046 UA e da un'eccentricità di 0,1742406, inclinata di 13,15205° rispetto all'eclittica.